# Youth of the European People’s Party
Die Youth of the European People’s Party (YEPP, englisch für Jugend der Europäischen Volkspartei) ist die Jugendorganisation der Europäischen Volkspartei (EVP).
Im deutschsprachigen Raum sind die Junge Union Deutschlands, die Junge Volkspartei Österreichs und die Junge Mitte (vormals Junge Christlich Demokratische Volkspartei) der Schweiz, die Junge Generation in der Südtiroler Volkspartei und die Christlich Soziale Jugend von Luxemburg sowie die Junge Mitte aus der Deutschsprachigen Gemeinschaft Belgiens Mitgliedsverbände von YEPP.
Ab 2018 war Lídia Pereira Präsidentin, im Juli 2025 folgte ihr Sophia Kircher in dieser Funktion nach.

## Inhaltliches Profil

### Grundsätze
Die 1997 gegründete YEPP ist die Jugendorganisation der Europäischen Volkspartei (EVP), dem Zusammenschluss der christdemokratischen und konservativen Parteien Europas. YEPP repräsentiert 51 nationale Jugendorganisationen mit ca. 1,4 Millionen Mitgliedern.

### Politische Standpunkte
Die Grundwerte von YEPP sind Freiheit, demokratischer Rechtsstaat, Soziale Marktwirtschaft, ein vereintes Europa und Subsidiarität. YEPP bekennt sich zu einem christlich-jüdisch geprägten Europa. Die Vollmitgliedschaft der Türkei in der EU wird abgelehnt. Darüber hinaus möchte YEPP das Bewusstsein für den Klimawandel schärfen, um auch für zukünftige Generationen und deren Lebensgrundlagen schon jetzt Sorge zu tragen. Des Weiteren erkennt YEPP die demografische Entwicklung in Europas als große Herausforderung und versucht somit einen Beitrag zu mehr Generationengerechtigkeit beizutragen.

## Innere Strukturen

### Gliederung/Organe
YEPP gliedert sich in drei Organe auf: Kongress (Congress), Rat (Council) und Vorstand (Board).
Der Kongress ist das höchste Gremium von YEPP und findet im Turnus von zwei Jahren statt. Es ist vergleichbar mit einem Parteitag. Der Kongress wählt den Vorstand, bestimmt die politischen Leitlinien und den Arbeitsplan von YEPP. Die Stimmberechtigten des Kongresses setzen sich aus den Mitgliedern des Vorstandes und den Delegierten der Mitgliedsorganisationen zusammen.
Der Rat ist das oberste Organ zwischen den Kongressen und trifft sich viermal jährlich. Die Mitglieder des Rates sind zum einen die Mitglieder des Vorstandes, jeweils ein Delegierter einer Mitgliedsorganisation und ein Repräsentant von den Beobachterorganisationen. Die Hauptaufgaben des Rates bestehen darin, die politischen Standpunkte von YEPP zu formulieren, darüber zu entscheiden, welchen Bewerbern der Beobachterstatus zugesprochen wird, dem Kongress Empfehlungen bezüglich Bewerbern um die Vollmitgliedschaft zu geben und den Haushalt zu planen.
Der Vorstand ist zuständig für die tägliche politische Arbeit und trifft sich mindestens viermal im Jahr. Der Vorstand setzt sich zusammen aus dem Präsidenten, einem Ersten Vizepräsidenten, neun Vizepräsidenten, einem Generalsekretär und einem Stellvertretenden Generalsekretär. Die Mitglieder des Vorstandes dürfen nicht älter als 35 Jahre sein. Der Vorstand ist das ausführende Organ von YEPP. Er setzt die Entscheidungen von Rat und Kongress um, repräsentiert YEPP in anderen Institutionen und Organisationen, bereitet Ratssitzungen vor und spricht gegenüber Rat und Kongress Empfehlungen über die Aufnahme oder den Ausschluss von Mitglieds- und Beobachterorganisationen aus. Der aktuelle Vorstand wurde von den Delegierten am 18. Juni 2023 im Rahmen des Kongresses in Braga gewählt.

### Vollmitglieder
Albanien
- FR-PD

 Belgien
- Jeunes cdH
- JONG CD&V

 Bosnien und Herzegowina
- Youth SDA
- Mladez HDZ BiH

 Bulgarien
- MSDP
- MSDS

 Deutschland
- JU

 Estland
- IRLY

 Finnland
- KDN
- KNL

 Frankreich
- Jeunes UMP

 Georgien
- AME

 Griechenland
- ONNED

 Irland
- YFG

 Italien
- FIG
- Junge Generation – Südtirol
- UDC

 Jugoslawien
- Youth Forces Union of VMRO-DPMNE

 Kroatien
- MHDZ
- OM HSS

 Lettland
- YLPP

 Litauen
- JKD

 Luxemburg
- CSJ

 Malta
- MZPN

 Moldau
- NG PPCD

 Niederlande
- CDJA

 Norwegen
- KrFU
- UHL

 Österreich
- Junge ÖVP

 Polen
- SMD

 Portugal
- JSD
- JP

 Rumänien
- Tineretul National Liberal (TNL)
- MIERT

 San Marino
- GDC

 Schweden
- KDU
- MUF

 Schweiz
- ab 2021 Die Junge Mitte (bis 2021 JCVP)

 Serbien
- UMSNS

 Slowenien
- MSI
- NG SLS
- SDM

 Slowakei
- KDMS

 Spanien
- NNGG
- UJ – Katalonien

 Tschechien
- Junge Volksparteiler (Mladí lidovci)
- Top tým

 Ukraine
- Batkivshchyna moloda
- CDMU
- Young Rukh

 Ungarn
- Fidelitas
- IKSZ

 Zypern
- NE.DI.SY.

### Beobachter
Georgien
- UYNM

 Serbien
- YFAVH

 Belarus
- Young Democrats

### Assoziierte Mitglieder
Armenien
- YRPA

 Libanon
- LFYA – Lebanese Forces Youth Association

 Belarus
- Malady Front
- Junge Christlich Soziale Union „Junge Demokraten“